# Kebaron
Kebaron is een bestuurslaag in het regentschap Sidoarjo van de provincie Oost-Java, Indonesië. Kebaron telt 3337 inwoners (volkstelling 2010).